# Cantone di Garges-lès-Gonesse-Est
Il Cantone di Garges-lès-Gonesse-Est era una divisione amministrativa dell'Arrondissement di Sarcelles.
È stato soppresso a seguito della riforma complessiva dei cantoni del 2014, che è entrata in vigore con le elezioni dipartimentali del 2015.
Comprendeva parte del comune di Garges-lès-Gonesse e il comune di Bonneuil-en-France.